# Szilágyi János (újságíró)
Szilágyi János (Budapest, 1936. május 3. –) magyar újságíró, műsorvezető, riporter.

## Élete
Szilágyi Pál és Grampsch Lenke gyermekeként született. 1945 után lakója volt a Sztehlo Gábor által alapított Örömvárosnak, a Gaudiopolisnak.
1958–1960 között a MÚOSZ újságíró iskolában tanult.
Pályáját újságíróként kezdte. 1954–1957 között különböző munkákat vállalt. 1957–1961 között a Rádió gyakornoka, majd munkatársa volt. 1961-ben eltanácsolták. 1961–1967 között a veszprémi Napló majd a győri Kisalföld munkatársa volt. 1964–65-ben a Kohó- és Gépipari Minisztérium sajtóosztályán dolgozott. 1964–1980 között a Magyar Rádió munkatársa, illetve 1993-tól vezető szerkesztője volt. 1980–1985 között az Ádám munkatársa volt. 1985–1988 között a Képes 7, 1988–1990 között pedig a Mai Nap főmunkatársa volt. 1990–1992 között a Kurír főszerkesztő-helyettese volt. 1992–93-ban az Európa főmunkatársa volt. 2007-től a Story Tv műsorvezetője. Egy szám erejéig táncdalénekesként is bemutatkozott, bár zenei hallása nincs. A „Van olyan ember...” című száma sláger lett.

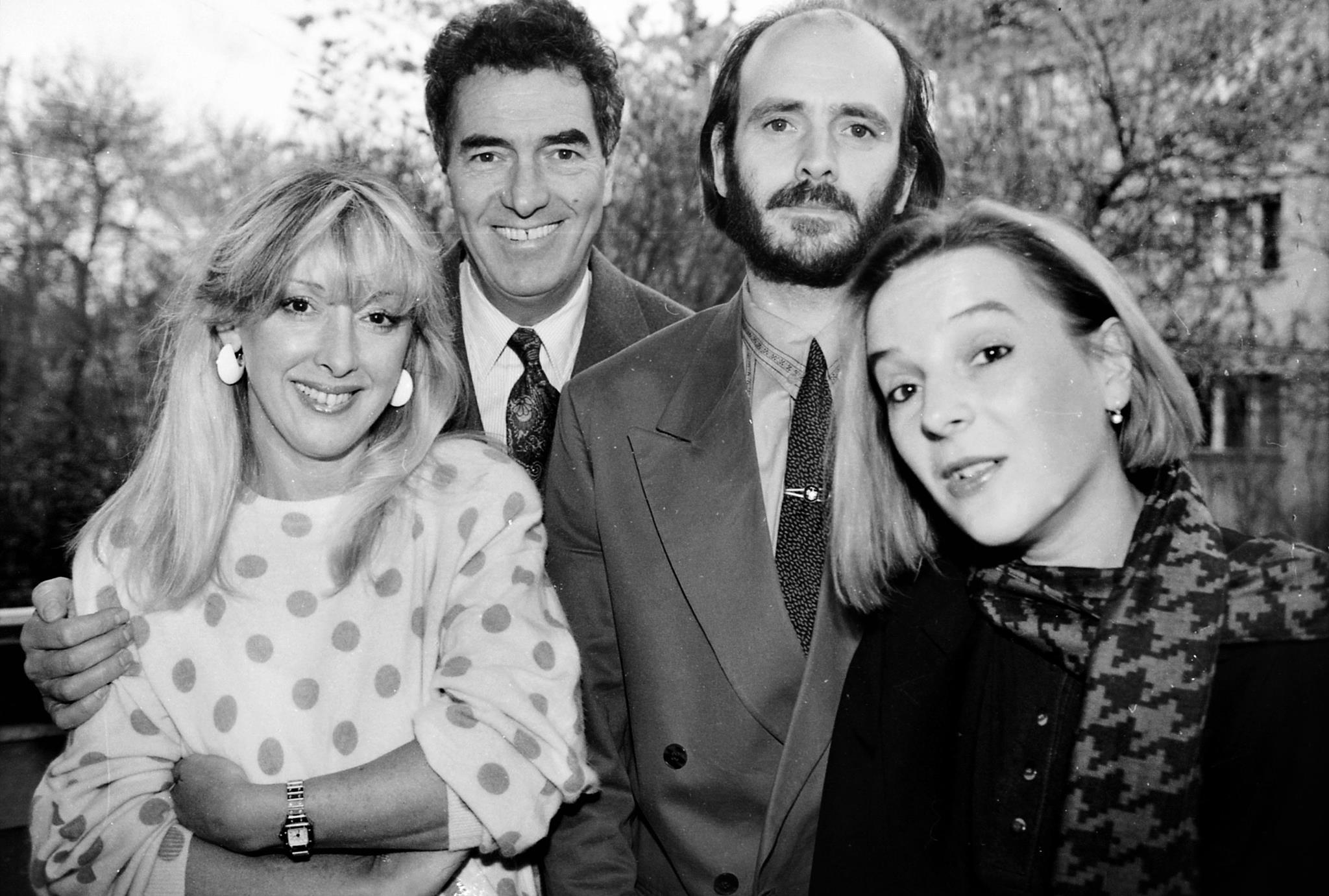
Vidák Györgyi, Szilágyi János, Zoób Kati és férje, Valker Viktor

## Magánélete
Első felesége Géczy Dorottya színésznő, akitől született a fia, Gábor.
Második házasságából született a lánya, Judit (1972-ben).
1987-ben feleségül vette Vidák Györgyit.

## Műsorai

### Rádió
- Táskarádió (1969–1972)
- Senki többet? Harmadszor! (vetélkedő) (1972–1989)
- Halló Itt vagyok! (1980–1989)

### Film
- Különös vadászat (1972) .... Rádióriporter
- K. O. (1978) .... Sportriporter

### Televízió
- Halló, itt vagyunk! (műsorvezető)
- Nem a Te napod! (2006, szereplő)
- Buzera (2005, szereplő)
- Heti Hetes (szereplő)
- "Jani 65" (közreműködő)
- Show-bálvány (1996–1998)
- Kávé habbal (talkshow, 1991-1992), műsorvezető
- Kettesben (műsorvezető) (1973-1979 és 1998–2001)
- Nagyítás (műsorvezető)
- Felvonulók kérték

### Sláger előadó
- Van olyan ember, ki mindig berúg

## Könyvei
- A nyelvtanulásról (Fülei Szántó Endrével, 1975)
- Kettesben (1976)
- Köszönöm az interjút! (Szabadidő Magazin – Lapkiadó Vállalat, 1985) ISBN 963-02-3334-7
- Halló, itt vagyok! Írásos emlékek egy 1980-ban kezdődött rádióműsorról (Zeneműkiadó, Bp., 1986, Csillagkönyvek)
- Privát (Budapest-Print Könyvkiadó – Hungalibri Kft., 2002) ISBN 9636951071
- Kollégák (Sanoma Budapest Kiadó, 2008) ISBN 9789639710405

## Díjai, elismerései
- Joseph Pulitzer-emlékdíj (1996)
- a Kamera Hungária tv-fesztivál tv-s személyiség díja (1999)

## Származása
| Szilágyi János (Budapest, 1936. máj. 3.) | Apja: Szilágyi Pál (1908-ig Rosenberg) (Budapest, 1905. jún. 26. – Budapest, 1966. febr. 17.) | Apai nagyapja: Szilágyi Bernát (1908-ig Rosenberg) (Szilágycseh, 1871. máj. 5. – Budapest, 1943. szept. 6.) férfi szabómester | Apai nagyapai dédapja: Rosenberg Kálmán                                                |
| Szilágyi János (Budapest, 1936. máj. 3.) | Apja: Szilágyi Pál (1908-ig Rosenberg) (Budapest, 1905. jún. 26. – Budapest, 1966. febr. 17.) | Apai nagyapja: Szilágyi Bernát (1908-ig Rosenberg) (Szilágycseh, 1871. máj. 5. – Budapest, 1943. szept. 6.) férfi szabómester | Apai nagyapai dédanyja: Izsák Telsze                                                   |
| Szilágyi János (Budapest, 1936. máj. 3.) | Apja: Szilágyi Pál (1908-ig Rosenberg) (Budapest, 1905. jún. 26. – Budapest, 1966. febr. 17.) | Apai nagyanyja: Rosenberg Ida (Gönc, 1875. márc. 10. – ?)                                                                     | Apai nagyanyai dédapja: Rosenberg Ármin (Gönc, 1836 – ?) ruhakereskedő                 |
| Szilágyi János (Budapest, 1936. máj. 3.) | Apja: Szilágyi Pál (1908-ig Rosenberg) (Budapest, 1905. jún. 26. – Budapest, 1966. febr. 17.) | Apai nagyanyja: Rosenberg Ida (Gönc, 1875. márc. 10. – ?)                                                                     | Apai nagyanyai dédanyja: Feuerstein Golde (Gönc, 1840 – ?)                             |
| Szilágyi János (Budapest, 1936. máj. 3.) | Anyja: Grampsch Lenke (Újpest, 1908. szept. 7. – 1993. ápr. 30.)                              | Anyai nagyapja: Grampsch Gyula (Budapest, 1886. febr. 5. – Budapest, 1953. febr. 9.) géplakatos-segéd                         | Anyai nagyapai dédapja: Grampsch Lajos (1839 – Budapest, 1907. febr. 11.) mázoló-segéd |
| Szilágyi János (Budapest, 1936. máj. 3.) | Anyja: Grampsch Lenke (Újpest, 1908. szept. 7. – 1993. ápr. 30.)                              | Anyai nagyapja: Grampsch Gyula (Budapest, 1886. febr. 5. – Budapest, 1953. febr. 9.) géplakatos-segéd                         | Anyai nagyapai dédanyja: Knapp Anna                                                    |
| Szilágyi János (Budapest, 1936. máj. 3.) | Anyja: Grampsch Lenke (Újpest, 1908. szept. 7. – 1993. ápr. 30.)                              | Anyai nagyanyja: Farkas Julianna (1884. dec. 27. – ?)                                                                         | Anyai nagyanyai dédapja: Farkas Mihály                                                 |
| Szilágyi János (Budapest, 1936. máj. 3.) | Anyja: Grampsch Lenke (Újpest, 1908. szept. 7. – 1993. ápr. 30.)                              | Anyai nagyanyja: Farkas Julianna (1884. dec. 27. – ?)                                                                         | Anyai nagyanyai dédanyja: Tót Franciska                                                |